# 佛罗里达州议会
佛罗里达议会（英語：Florida Legislature）是美国佛罗里达州的立法机关，为两院制，包含佛罗里达参议院和佛罗里达众议院，前者为上院，共40个席位，每届任期4年；後者則为下院，共120个席位，每届任期2年。